# أوستن واشنطن
أوستن واشنطن (بالإنجليزية: Austin Washington)‏ (26 سبتمبر 1985 بسبوكين في الولايات المتحدة - ) هو لاعب كرة قدم أمريكي في مركز الدفاع. لعب مع شيكاغو فاير وكولورادو رابيدز يو-23 ‏ وSpokane Shadow ‏ وCleveland City Stars ‏ وSpokane Spiders ‏.

## وصلات خارجية
- أوستن واشنطن على موقع الدوري الأمريكي (الإنجليزية)
- أوستن واشنطن على موقع قاعدة بيانات كرة القدم.إي يو (الإنجليزية)